# Fundación Hélice
La Fundación Hélice es el Cluster de aeronáutica de Andalucía. Nace en marzo de 2005 y está constituida por 44 patronos entre instituciones públicas, organizaciones empresariales, financieras, sindicales y numerosas empresas del sector aeronáutico andaluz.Es miembro de la asociación de clusters aeronáuticos de Europa European Aviation Clusters Partnership.

## Objetivos
El objetivo fundamental de la Fundación es el desarrollo del Sector Aeroespacial en Andalucía.
Este objetivo se desarrolla de la siguiente forma:
- Realizar actividades de investigación, desarrollo tecnológico e innovación (I+D+i), así como el desarrollo de proyectos

de cooperación nacionales y transnacionales en materias relativas a la aeronáutica y el espacio.
- Estimular la participación de las empresas, entidades y organismos públicos y privados en programas nacionales e internacionales.
- Favorecer las relaciones entre los distintos agentes del Sistema Ciencia-Tecnología-Empresa.
- Colaborar y cooperar con otras organizaciones nacionales e internacionales, para la consecución de objetivos comunes.
- Colaborar en la transferencia de resultados de la investigación y de tecnologías relativas al sector.
- Promover la realización y difusión de informes, publicaciones, estudios y estadísticas, incluso de carácter prospectivo, en relación la aeronáutica y el espacio.
- Organizar actividades formativas, jornadas técnicas y seminarios para la capacitación científico-técnica de las personas

relacionadas con el sector.
- Promover instrumentos para ayudar a las empresas en sus procesos de certificación.
- Asesorar en los programas de formación a impartir en relación con el sector.

## Organización
La representación, gobierno y administración de la Fundación corresponde a su Patronato, el cual se renueva cada
cuatro años y está constituido por cuarenta y cuatro patronos, entre ellos un Presidente y un Vicepresidente. Las
El Patronato constituye un Comité de Dirección, compuesto por el presidente de la
Fundación y seis vocales.
El Patronato o en su caso el Comité de Dirección puede nombrar un Director, como encargado de la gestión técnica y organización de las actividades de su Fundación. Al Director corresponde la coordinación con las entidades colaboradoras que dan soporte técnico a la Fundación: el Centro de Servicios, los técnicos para el sector Aeronáutico de la Agencia de la Innovación y Desarrollo de Andalucía IDEA y el técnico de la Red de Espacios Tecnológicos de Andalucía asignado al Parque Tecnológico Aeroespacial de Andalucía
(Aerópolis).

## Actividades
Entre las principales actividades de la Fundación destacan:
- actuar como aglutinador del clúster aeronáutico andaluz y proporcionar soporte a las empresas auxiliares del sector.
- creación y mantenimiento del portal Helice.net (enlace roto disponible en Internet Archive; véase el historial, la primera versión y la última)..
- Ayuda a la capacitación del sector colaborando en actividades de formación.
- Análisis del sector aeronáutico mediante la realización de estudios sectoriales.
- Actividades de divulgación a través de la revista Aeronáutica Andaluza.
- Relación con otras Instituciones, Asociaciones y Fundaciones.
- Organización y participación en encuentros nacionales e internacionales de agentes del sector.
- Colaboración con la Administración para facilitar el desarrollo del sector.

## Patronato
| - Aernnova - Aeroestructuras Sevilla, S.L. - Aeronáutica del Sur, S.A.L. (Aerosur) - AERTEC - Agencia de Innovación y Desarrollo de Andalucía, IDEA - Airgrup, S.L. - Alestis Aerospace - Asociación de Investigación y Cooperación Industrial de Andalucía (AICIA) - A y G Sevilla, S.L. - Ayesa Advanced Technologies - Cajasol - Cámara Oficial de Comercio, Industria y Navegación de Sevilla - CCOO Andalucía - Colegio Oficial de Ingenieros Industriales de Andalucía Occidental - Confederación de Empresarios de Andalucía (CEA) - Confederación de Empresarios de la Provincia de Cádiz (CEC) - Confederación Empresarial Sevillana (CES) - EADS-CASA - Elimco - Federación de Empresarios del Metal de Sevilla (FEDEME) - Federación de Asociaciones de Empresarios del Metal de Cádiz (FEMCA) - Fundación Andaluza para el Desarrollo Aeroespacial (FADA-CATEC) - Industria Especializada Aeronáutica, S.A. (INESPASA) - Industria Siderometalurgica Gienense, S.L. (SIMGI) - Instituto Andaluz de Tecnología (IAT) - Instituto de la Calidad, S.A.U. - Intec-Air, S.L. | - Mac Puar Componentes Mecánicos, S.L. - Mantenimiento y Montajes ELIMCO, S.A. - Mecanizados Calonge, S.L. - Mecaprec, S.L. - Militärtecnologie, Dienst und Überwachung, S.A. (MDU) - Navair, S.L. - Parque Tecnológico y Aeronáutico de Andalucía, S.L. (Aerópolis) - Qualitaire Consulting, S.L. - Sevilla Control, S.A. - Sevilla Global, S.A. Municipal - SOFITEC - Talleres Tagonsa, S.L. - Tecaer Sevilla, S.L. - Técnicas Aeronáuticas Defensa y Automoción, S.A. (TADA) - Galvatec, S.L. - Veiasa, Verificaciones Industriales de Andalucía, S.A. - UGT Andalucía - Universidad de Cádiz - Universidad de Sevilla (Escuela Superior de Ingenieros) |